# Réserve des Grangettes
La réserve naturelle des Grangettes se trouve sur la commune vaudoise de Noville.
Cette zone naturelle protégée, à l'embouchure du Rhône dans le lac Léman, est une zone humide d'importance nationale (Inventaire fédéral) et internationale (Convention de Ramsar). C'est un petit reste des marais qui recouvraient la plaine il y a 150 ans, avant l'endiguement du fleuve. L'engraissement des alluvions du Rhône l'ayant transformé en banc de sable, puis en une roselière monospécifique et peu favorable à la faune, la « lagune des Saviez » est recréée en 2008 par des travaux de creusement. Ainsi, ce sont 13 000 m2 de roselière inondée entourant 4 000 m2 de lagune ouverte qui abritent depuis une faune riche, qui s'y reproduit, s'y nourrit ou y fait halte.

## Faune

### Oiseaux
L'avifaune du site est exceptionnelle, et 265 des 385 espèces d'oiseaux observées en Suisse ont déjà été observées sur ce seul site. 72 de ces oiseaux sont nicheurs réguliers, 3 sont irréguliers — l'Accenteur mouchet (Prunella modularis), la Rousserolle turdoïde (Acrocephalus arundinaceus) et le Pouillot siffleur (Phylloscopus sibilatrix) — et 16 sont exceptionnels, comme le Blongios nain (Ixobrychus minutus), la Nette rousse (Netta rufina), la Marouette ponctuée (Porzana porzana), la Mouette rieuse (Chroicocephalus ridibundus), l'Hypolaïs ictérine (Hippolais icterina) et la Cisticole des joncs (Cisticola juncidis). La Locustelle luscinioïde (Locustella luscinioides) y niche en 2001 puis à nouveau en 2012. De nombreuses espèces migratrices (canards, limicoles…) y font également escale au printemps ou en automne. La réserve constitue l'un des plus importants sites d'hivernage du Léman, avec plus de 5 000 oiseaux d'eau de 25 à 30 espèces, recensées chaque année entre le Rhône et l'Eau-Froide par les ornithologues.

### Mammifères
Parmi les mammifères fréquentant le site, on note le Castor d'Europe (Castor fiber) et la Musaraigne aquatique (Neomys fodiens). Le Murin de Daubenton (Myotis daubentonii) chasse au-dessus du Grand Canal.

### Reptiles et amphibiens
Parmi les amphibiens de la réserve, on compte le Triton alpestre (Ichthyosaura alpestris), le Triton palmé (Lissotriton helveticus) et le Triton lobé (Lissotriton vulgaris), ainsi que la Rainette verte (Hyla arborea). Chez les reptiles, la Couleuvre à collier (Natrix natrix) chasse dans les mares et les canaux, et la Tortue de Floride (Trachemys scripta elegans) est également présente. À partir du début des années 2000, la Couleuvre tessellée (Natrix tessellata) est signalée dans la réserve, suivant une dynamique de colonisation rapide vers le nord et l'ouest, étendant sa répartition depuis le Sud des Alpes et l'Europe centrale.